# 시카촌 (니가타현 니시칸바라군)
시카촌(四箇村)은 니가타현 니시칸바라군에 설치되었던 촌이다.